# Weg met dat woord!
Weg met dat woord! was een Nederlandstalige verkiezing van het lelijkste woord van het jaar, georganiseerd door het Instituut voor de Nederlandse Taal (voorheen Instituut voor Nederlandse Lexicologie). De verkiezing werd van 2013 t/m 2017 gehouden. Zowel Nederlanders als Vlamingen konden tijdens de eerste ronde zelf woorden insturen en vervolgens op de tien genomineerde woorden stemmen. De stemmen werden online uitgebracht op een speciaal daarvoor ontworpen website. De woorden die genomineerd werden voor deze wedstrijd waren over het algemeen neologismen, foutief gebruikte woorden, woorden zonder duidelijke betekenis, jongerenwoorden, stopwoorden of Engelstalige leenwoorden.

## Uitslagen

### 2017
In 2017 werden er voor het eerst twee top tienen samengesteld: een voor Nederland en een voor Vlaanderen. In Vlaanderen werd ik heb zoiets van verkozen tot irritantste uitdrukking met 28% van de stemmen. Me-time stond met 22% van de stemmen op de tweede plaats en dagdagelijks met 13% van de stemmen op nummer drie. In Nederland werd het woord genderneutraal verkozen tot irritantste woord met 43% van de stemmen. Op nummer twee en drie stonden in je kracht staan en papadag met allebei 14% van de stemmen.

### 2016
Diervriendelijk vlees werd in 2016 met 32% van de stemmen verkozen tot irritantste woord van het jaar, want "diervriendelijk vlees bestaat niet" en "een dier doden is per definitie niet vriendelijk" vinden de inzenders. Het is een door de media gebruikte term voor vlees met het Beter Leven keurmerk. De Dierenbescherming lanceerde het keurmerk in 2007 om het welzijn van 'consumptiedieren' te verbeteren en spreekt dan ook nadrukkelijk van 'diervriendelijker vlees'. De taalfout hun (hebben) belandde op de tweede plaats met 30% van de stemmen.

### 2015
In 2015 won het als bezittelijk voornaamwoord gebruikte woordje "me" de verkiezing, met 30% van de stemmen.
| Positie | Woord                   | Toelichting                                                                               | Percentage van de uitgebrachte stemmen |
| ------- | ----------------------- | ----------------------------------------------------------------------------------------- | -------------------------------------- |
| 1       | me (i.p.v. 'mijn')      | Als bezittelijk voornaamwoord. "Me moeder i.p.v. mijn moeder."                            | 30%                                    |
| 2       | diervriendelijk vlees   | Door de media gebruikte term voor vlees met het Beter Leven keurmerk (Dierenbescherming). | 20%                                    |
| 3       | plezierjacht            | Jagen ter vermaak                                                                         | 12%                                    |
| 4       | participatiesamenleving | Samenleving waarin iedereen participeert.                                                 | 7%                                     |
| 5       | papadag                 | Dag waarop vader voor de kinderen zorgt.                                                  | 7%                                     |
| 6       | mensenmens              | Sociaal persoon die graag onder de mensen is.                                             | 6%                                     |
| 7       | dagdagelijks            | Daags, dagelijks (vooral in België).                                                      | 5%                                     |
| 8       | zeg maar                | Tussenwerpsel: met andere woorden, zogezegd.                                              | 5%                                     |
| 9       | chillen                 | Ontspannen, relaxen (vooral in jongerentaal).                                             | 4%                                     |
| 10      | selfie                  | Zelfportret met mobiele telefoon.                                                         | 4%                                     |

### Voorgaande jaren
In 2013 werd de verkiezing voor het eerst gehouden. In dat jaar won het woord "kids", dat als 'onnodig hip' werd ervaren. Het woord kreeg maar liefst 40% van de stemmen. Tweede werd "yolo" met 14% van de stemmen en derde werd "swag" met 11% van de stemmen. Meer dan achthonderd woorden werden ingezonden in de eerste stemronde. Uit deze inzendingen werden door het INL de tien meest ingestuurde woorden gekozen, waar vervolgens in een tweede stemronde op gestemd kon worden door bezoekers van een speciaal daarvoor ontworpen website. Het INL merkte op dat er vooral clichés en in de politiek misbruikte woorden werden ingestuurd. Zo werd in de eerste stemronde het woord "crisis" veel ingestuurd, maar uiteindelijk behaalde dit woord in de tweede stemronde slechts 2% van de stemmen.
In 2014 won het woord "oudjes", dat als denigrerend en negatief werd ervaren. Tweede en derde werden "participatiesamenleving" en "yolo", beiden met 17% van de stemmen.